# Округ Зибак (Јужна Дакота)
Зибак (енгл. Ziebach County) је округ у америчкој савезној држави Јужна Дакота.

## Демографија
По попису из 2010. године број становника је 2.801, што је 282 (11,2%) становника више него 2000. године.
| Група             | 2000.       | 2010.       |
| Белци             | 664 (26,4%) | 607 (21,7%) |
| Афроамериканци    | 0 (0,0%)    | 6 (0,2%)    |
| Азијати           | 2 (0,1%)    | 2 (0,1%)    |
| Хиспаноамериканци | 25 (1,0%)   | 87 (3,1%)   |
| Укупно            | 2.519       | 2.801       |